# Carlo Tessarini
Carlo Tessarini (Rímini, 1690 - Amsterdam, 15 de desembre de 1766) fou un compositor i violinista italià del període barroc.
Fou deixeble i molt amic de Corelli, i assolí gran fama, no tan sols com a executant, sinó com a compositor. Tessarini, com altres grans violinistes italians, contribuí a establir la forma de sonata en tres temps, així com la construcció característica del primer d'aquests temps.
De Tessarini es coneixen les obres següents:
- Sonates per a violí i baix continu (1729);
- Alletamenti da camera;
- Il maestro e discepolo da camera (1754);
- Duets, sonates en trio per a dos violins i baix continu, titulades Il piacer del amatore;
- Concerti a 5, per a violí concertant, dos violins, viola i baix continu;
- L'arte di nuove modulazioni (concerti grossi), per a un violí principal, dos violins concertants i dos acompanyants, viola i baix;
- Contrasto armonico per als mateixos instruments que l'anterior;
- Grammatica di musica...a suonar il violino (1741).